# Ла-Касіта (Техас)
Ла-Касіта (англ. La Casita) — переписна місцевість (CDP) в США, в окрузі Старр штату Техас. Населення — 139 осіб (2020).

## Географія
Ла-Касіта розташована за координатами 26°20′13″ пн. ш. 98°44′1″ зх. д. / 26.33694° пн. ш. 98.73361° зх. д. (26.336898, -98.733732).  За даними Бюро перепису населення США в 2010 році переписна місцевість мала площу 0,16 км², уся площа — суходіл.

## Демографія
Згідно з переписом 2010 року, у переписній місцевості мешкало 128 осіб у 36 домогосподарствах у складі 33 родин. Густота населення становила 813 осіб/км².  Було 37 помешкань (235/км²).
Расовий склад населення:
| - 99,2 % — білих |

До двох чи більше рас належало 0,8 %. Частка іспаномовних становила 100,0 % від усіх жителів.
За віковим діапазоном населення розподілялося таким чином: 36,7 % — особи молодші 18 років, 56,3 % — особи у віці 18—64 років, 7,0 % — особи у віці 65 років та старші. Медіана віку мешканця становила 29,5 року. На 100 осіб жіночої статі у переписній місцевості припадало 109,8 чоловіків;  на 100 жінок у віці від 18 років та старших — 92,9 чоловіків також старших 18 років.
Цивільне працевлаштоване населення становило 0 осіб. 